# Jutta Moster-Hoos
Jutta Moster-Hoos (* 1964) ist eine deutsche Kunsthistorikerin, Ausstellungskuratorin, Sachbuch-Autorin und Herausgeberin sowie  wissenschaftliche Leiterin des Horst-Janssen-Museums in Oldenburg (Oldenburg).

## Leben
Jutta Moster-Hoos studierte in Heidelberg an der Ruprecht-Karls-Universität, wo sie 1996 noch unter dem Namen Jutta Moster ihre Dissertation an der Philosophisch-Historischen Fakultät schrieb zum Thema Claus Bury und die begehbare Skulptur.
Ebenfalls 1996 kuratierte Jutta Moster im Kaiser-Wilhelm-Museum in Krefeld Ausstellung und Katalog mit Werken des Malers Helmuth Macke (1891–1936).
Seit der Eröffnung des Oldenburger Horst-Janssen-Museums im Jahr 2000 steht Jutta Moster-Hoos als wissenschaftliche Leiterin dem Museum vor, das allein im ersten Jahrzehnt seines Bestehens neben dem grafischen Werk Horst Janssens allein 37 Sonderausstellungen etwa zu Picasso zeigen konnte.

## Schriften (Auswahl)
- Jutta Moster: Claus Bury und die begehbare Skulptur, Dissertation 1996 an der Universität Heidelberg, 1996
- Jutta Moster: Helmuth Macke. 1891–1936, Publikation zur Ausstellung Helmuth Macke vom 23. Juni bis 8. August 1991 im Kaiser-Wilhelm-Museum Krefeld, Ausstellung und Katalog: Jutta Moster, Hrsg.: Stadt Krefeld, Der Oberstadtdirektor, Krefeld: Stadt Krefeld, 1991, ISBN 978-3-926530-51-6 und ISBN 3-926530-51-0
- Jutta Moster-Hoos, Antje Tietken (Hrsg.): Metamorphosen im Werk Horst Janssens: „Ich sehe mich in allem anderen“ (= Veröffentlichungen des Horst-Janssen-Museums Oldenburg, Bd. 1),  Begleitschrift zur gleichnamigen Ausstellung im Horst-Janssen-Museum Oldenburg vom 15. November 2000 bis zum 11. März 2001, mit Beiträgen von Ewald Gäßler et al., Oldenburg: Isensee, 2000, ISBN 978-3-89598-735-9 und ISBN 3-89598-735-2; Inhaltsverzeichnis
- Ewald Gäßler (Hrsg.): Astrid Hübbe-Mosler: „Vor der Tür.“ Malerei (= Neue Reihe zur aktuellen Kunst, Bd. 17), aus Anlaß der Ausstellung im Stadtmuseum Oldenburg vom 26. März bis 30. April 2000, mit Beiträgen von Jutta Moster-Hoos, Hedwig Vavra-Sibum und Hildegard Ellermeier, Oldenburg: Isensee, 2000, ISBN 978-3-89598-677-2 und ISBN 3-89598-677-1
- Tag und Nacht – Regine Schumann: Fluoreszierende Arbeiten (= Neue Reihe zur aktuellen Kunst, Bd. 23), anlässlich der Ausstellung Regine Schumann. Nachtschwärmer, im Stadtmuseum Oldenburg vom 14. Dezember 2001 bis 27. Januar 2002, hrsg. von Ewald Gäßler, mit Beiträgen von Jutta Moster-Hoos, Sabine Maria Schmidt, Texte in Deutsch und Englisch in der Übersetzung von Lucinda Rennison, Oldenburg: Isensee, 2001, ISBN 978-3-89598-825-7 und ISBN 3-89598-825-1
- Jutta Moster-Hoos (Hrsg.): Move the line. Zeichnung und Animation, Ausstellungskatalog zu der Veranstaltung vom 28. Februar bis 22. Mai 2016 im Horst-Janssen-Museum in Oldenburg, mit Beiträgen von Matthias Reinhold, Robbie Cornelissen, Carolin Jörg, Michael Fragstein und Bettina Munk, Oldenburg: Horst-Janssen-Museum; [Oldenburg]: [Isensee], [2016], ISBN 978-3-7308-1255-6 und ISBN 3-7308-1255-6; Inhaltsverzeichnis